# Umjetna opća inteligencija
Umjetna opća inteligencija (eng. Artificial general intelligence, skr. AGI) hipotetski je tip inteligentnog agenta. Ako se ostvari, umjetna opća inteligencija mogla bi naučiti izvršavati bilo koji intelektualni zadatak koji mogu obaviti ljudska bića ili životinje. Alternativno, umjetna opća inteligencija je definirana kao autonomni sustav koji nadilazi ljudske sposobnosti u većini ekonomski vrijednih zadataka. Nastanak umjetne opće inteligencije primarni je cilj nekih istraživanja umjetne inteligencije i tvrtki kao što su: OpenAI, DeepMind i Anthropic. Umjetna opća inteligencija česta je tema u znanstvenoj fantastici i studijama budućnosti.
Vremenski okvir za razvoj umjetne opće inteligencije ostaje predmetom stalne rasprave među istraživačima i stručnjacima. Neki tvrde da bi to moglo biti moguće za nekoliko godina ili desetljeća, drugi tvrde da bi moglo potrajati stoljeće ili više, a manjina vjeruje da se to možda nikada neće postići. Dodatno, postoji rasprava o tome jesu li moderni veliki jezični modeli, kao što je GPT-4, rani, ali nepotpuni oblik umjetne opće inteligencije ili su potrebni novi pristupi.
Postoji spor oko potencijala da umjetna opća inteligencija predstavlja prijetnju čovječanstvu; na primjer, OpenAI to tretira kao egzistencijalni rizik, dok drugi smatraju da je razvoj umjetne opće inteligencije previše daleko, da bi predstavljao rizik.
Istraživanje iz 2020. identificiralo je 72 aktivna R&D projekta umjetne opće inteligencije u 37 zemalja.